# Fågelfångarens son
Fågelfångarens son är en svensk-dansk-färöisk dramafilm som hade svensk premiär den 5 april 2019. Filmen regisserades av Richard Hobert, som även skrivit manus. Filmen har producerats av Anders Birkeland och Göran Lindström för GF Studios AB.

## Handling
Fågelfångarens son handlar om fågelfångaren Esmar (Rudi Køhnke) och hans fru Johanna (Vígdis Eliesersdóttir Hentze Bjørck). De verkar endast kunna få döttrar men för att få behålla sin mark och sitt hem behöver de få en son. En vän till familjen, Livia (Livia Millhagen) föreslår att Johanna ska ha sex med en annan man då hon tror det kan bero på Esmar att paret endast får döttrar.

## Rollista (i urval)
- Rudi Køhnke – Esmar
- Vígdis Eliesersdóttir Hentze Bjørck – Johanna
- Livia Millhagen – Livia
- Hedda Rehnberg – Marie-Thérèse
- Mattias Djónason Eidesgaard – Frans
- Sébastien Courivaud – Armand
- Ása Pálsdóttir – Vigdis